# 아라우카리아과
아라우카리아과(Araucaria科, 학명: Araucariaceae 아라우카리아케아이[*])는 구과목의 과이다. 모두 키가 큰 상록수이다. 동남아시아부터 오세아니아, 중남미의 열대 및 온대 지방에 걸쳐 3속 41종이 분포하고 있다. 비교적 추위에 강한 종은 정원수로 재배된다. 나뭇결이 좋아서 여러 종이 건축재 또는 가구목으로 쓰인다.
1994년 오스트레일리아의 시드니 블루마운틴 지역의 울레미아 국립공원에서, 그동안 화석종으로만 알려졌던 울레미아속의 나무 100여 그루가 발견되면서 자생 사실이 처음 확인됐다.

## 하위 분류
| 현존 - 아라우카리아속(Araucaria Juss.) - Agathis Salisb. - Wollemia W.G.Jones, K.D.Hill & J.M.Allen | 멸종 - †Agathoxylon Harting - †Alkastrobus G.M.Del Fueyo & S.Archangelsky - †Araucariacites Cookson & Couper - †Araucarioides A.J.Bigwood & R.S.Hill - †Araucarioxylon Knowlton - †Araucarites Presl - †Balmeisporites Cookson & Dettmann - †Brachyphyllum A.T.Brongniart - †Cyclusphaera Elsik - †Dilwynites Harris - †Emwadea M.E.Dettmann, H.T.Clifford & M.Peters - †Pagiophyllum Heer - †Protodammara Hollick & Jeffrey - †Wairarapaia D.J.Cantrill & I.J.Raine |

## 같이 보기
- 고식물학